# Liste von deutschen Spezialeinheiten und spezialisierten Kräften
Die Liste von deutschen Spezialeinheiten und spezialisierten Kräften beinhaltet aktive sowie außer Dienst gestellte deutsche Spezialeinheiten und Einheiten von spezialisierten Kräften. Aufgelistet sind Spezialeinheiten gemäß dem Konzept für die Aufstellung und den Einsatz von Spezialeinheiten der Länder und des Bundes für die Bekämpfung von Terroristen, der Polizeidienstvorschrift 100 sowie den Aufstellungs- und Einsatzkonzepten der Abteilung Spezialoperationen im Einsatzführungskommando der Bundeswehr und Einheiten mit spezialisierten Kräften, die die Fähigkeitslücke zwischen konventionellen Kräften und den Spezialeinheiten schließen sowie diese im Einsatz unterstützen.

## Aktive Einheiten

### Streitkräfte
| Name                                                                                           | Organisation/Verband                 | Gründung  | Typ                   |
| ---------------------------------------------------------------------------------------------- | ------------------------------------ | --------- | --------------------- |
| Abteilung Spezialoperationen im Einsatzführungskommando der Bundeswehr                         | Teilstreitkraftübergreifend          | 2012      | Verbundkommando       |
| Kommando Spezialkräfte (KSK)                                                                   | Heer                                 | 1996      | Spezialkräfte         |
| Kommando Spezialkräfte der Marine (KSM)                                                        | Marine                               | 2014      | Spezialkräfte         |
| 4. Staffel des Hubschraubergeschwaders 64                                                      | Luftwaffe                            | 2016      | Spezialkräfte         |
| Fernspähkompanie 1                                                                             | Heer                                 | 2023      | spezialisierte Kräfte |
| Kampfretter                                                                                    | Luftwaffe                            | 2013      | spezialisierte Kräfte |
| Spezialisierte Kräfte des Heeres mit erweiterter Grundbefähigung (EGB)                         | Heer                                 | 2007      | spezialisierte Kräfte |
| Bordeinsatzkompanien                                                                           | Marine                               | 2014      | spezialisierte Kräfte |
| Luftlandefähige Komponente für den Elektronischen Kampf zur Nahunterstützung im Einsatz (LEKE) | Cyber- und Informationsraum          | 2017      | spezialisierte Kräfte |
| Spezial ABC-Abwehrzug                                                                          | Unterstützungsbereich der Bundeswehr | unbekannt | spezialisierte Kräfte |

### Polizei und Zoll
| Name                                                             | Organisation/Verband                                                | Aufstellung  | Typ                   |
| ---------------------------------------------------------------- | ------------------------------------------------------------------- | ------------ | --------------------- |
| GSG 9 der Bundespolizei                                          | Bundespolizeidirektion 11                                           | 1972         | Spezialkräfte         |
| Mobiles Einsatzkommando (MEK)                                    | Landespolizeien, Landeskriminalämter (LKA), Bundeskriminalamt (BKA) | 1974         | Spezialkräfte         |
| Spezialeinsatzkommando (SEK)                                     | Landespolizeien, Landeskriminalämter (LKA)                          | 1972         | Spezialkräfte         |
| Observationseinheiten Zoll (OEZ)                                 | Bundeszollverwaltung                                                | 1989         | Spezialkräfte         |
| Präzisionsschützenkommando (PSK)                                 | Landespolizeien                                                     | 1974         | Spezialkräfte         |
| Zentrale Unterstützungsgruppe Zoll (ZUZ)                         | Bundeszollverwaltung                                                | 1995         | Spezialkräfte         |
| Beweissicherungs- und Festnahmeeinheit (BFE)                     | Bereitschaftspolizei, Landespolizei, Bundespolizei                  | ab 1989      | spezialisierte Kräfte |
| BFE+ der Bundespolizei (BFE+)                                    | Bundespolizei                                                       | 2015         | spezialisierte Kräfte |
| Unterstützungskommando (USK)                                     | Polizei Bayern                                                      | 1987         | spezialisierte Kräfte |
| Überfallkommando Frankfurt (Main) (Ükdo)                         | Direktion Sonderdienste D500 im Polizeipräsidium Frankfurt          | 1921         | spezialisierte Kräfte |
| Unterstützungsstreife für erschwerte Einsatzlagen (USE)          | Polizei Hamburg                                                     | 2020         | spezialisierte Kräfte |
| Technische Einsatzgruppe (TEG)                                   | Landespolizeien                                                     | Mitte 1970er | spezialisierte Kräfte |
| Technisches Einsatzkommando (TEK)                                | Polizei Bayern                                                      | Mitte 1970er | spezialisierte Kräfte |
| Auslands- und Spezialeinsätze (ASE)                              | Personenschutz des Bundeskriminalamts (BKA)                         | 2008         | spezialisierte Kräfte |
| Mobile Fahndungseinheit (MFE)                                    | Bundespolizei                                                       | 1998         | spezialisierte Kräfte |
| Unterstützungsverbund CBRN (UVB-CBRN)                            | Bundespolizei                                                       | 2021         | spezialisierte Kräfte |
| Polizeiliche Schutzaufgaben Ausland der Bundespolizei (PSA BPOL) | Bundespolizeidirektion 11                                           | 2008         | spezialisierte Kräfte |

## Außer Dienst gestellte Einheiten

### Bundesrepublik Deutschland
| Name                                                                                              | Organisation/Verband          | Aufstellung | Auflösung             | Typ                   |
| ------------------------------------------------------------------------------------------------- | ----------------------------- | ----------- | --------------------- | --------------------- |
| Kommando Führung Operationen von Spezialkräften (Kdo FOSK)                                        | Teilstreitkraftübergreifend   | 2005        | 2012                  | Verbundkommando       |
| Fallschirmjägerkompanien B1 (Kommando)                                                            | Heer                          | 1990        | 1996                  | Spezialkräfte         |
| Fernspäher (Fernspählehrkompanie 200)                                                             | Heer                          | 1962        | 2015                  | Spezialkräfte         |
| Unterstützungsgruppen Zoll (UGZ)                                                                  | Bundeszollverwaltung          | 2003        | 2007                  | Spezialkräfte         |
| Spezialisierte Einsatzkräfte Marine (SEK M)                                                       | Marine                        | 1997        | 2014                  | Spezialkräfte         |
| Lehr- und Ausbildungsgruppe für das Fernspähwesen der Bundeswehr (LAFBw)                          | Bundesnachrichtendienst (BND) | 1964        | 1986 (offiziell 1979) | Spezialkräfte         |
| Zentrale Unterstützungsgruppe des Bundes für gravierende Fälle nuklearspezifischer Gefahrenabwehr | Bundeskriminalamt (BKA)       | 2003        | 2021                  | spezialisierte Kräfte |
| Einheit für besondere Lagen und einsatzbezogenes Training                                         | Polizei Berlin                | 1987        | 1989                  | spezialisierte Kräfte |

### Deutsche Demokratische Republik
| Name                                                                       | Organisation/Verband                   | Aufstellung | Auflösung | Typ           |
| -------------------------------------------------------------------------- | -------------------------------------- | ----------- | --------- | ------------- |
| 9. Volkspolizei-Kompanie                                                   | Kasernierte Einheiten des MdI          | 1980        | 1990      | Spezialkräfte |
| AGM/S, Arbeitsgruppe des Ministers „militärisch-operative Spezialaufgaben“ | Ministerium für Staatssicherheit (MfS) | 1972        | 1988      | Spezialkräfte |
| Kampfschwimmerkommando 18 (KSK-18)                                         | Volksmarine                            | 1958        | 1990      | Spezialkräfte |
| Abteilung zur besonderen Verwendung                                        | Ministerium für Staatssicherheit (MfS) | 1953        | 1959      | Spezialkräfte |
| Abteilung IV (Diversion)                                                   | Ministerium für Staatssicherheit (MfS) | 1959        | 1987      | Spezialkräfte |
| Hauptabteilung XXII                                                        | Ministerium für Staatssicherheit (MfS) | 1989        | 1990      | Spezialkräfte |
| Luftsturmregiment 40                                                       | Landstreitkräfte der NVA               | 1960        | 1990      | Spezialkräfte |

### Deutsches Reich
| Name | Organisation/Verband | Aufstellung | Auflösung | Typ           |
| --- | --- | ----------- | --------- | ------------- |
| Kampfschwimmer | Deutsches Heer (Deutsches Kaiserreich)                                                                                                  | 1915        | 1935      | Spezialkräfte |
| Meereskämpfer | Kriegsmarine | 1935        | 1945      | Spezialkräfte |
| Marinestoßtruppkompanie | Kriegsmarine | 1938        | 1945      | Spezialkräfte |
| Division Brandenburg | Wehrmacht | 1939        | 1945      | Spezialkräfte |
| Kampfgeschwader 200 | Luftwaffe | 1939        | 1945      | Spezialkräfte |
| Kleinkampfverbände der Kriegsmarine                                                                                            | Kriegsmarine | 1944        | 1945      | Spezialkräfte |
| Abteilung VI S, Sonderlehrgang z.b.V. Oranienburg, Sonderverband z.b.V. Friedenthal, SS-Jägerbataillon 502 unter Otto Skorzeny | zusammengesetzt aus Angehörigen der Sicherheitspolizei, des Sicherheitsdienst des Reichsführers SS sowie Fallschirmjägern der Waffen-SS | 1944        | 1945      | Spezialkräfte |